# Luppitt
Luppitt är en ort och civil parish i Storbritannien.   Den ligger i grevskapet Devon och riksdelen England, i den södra delen av landet, 230 km väster om huvudstaden London. Luppitt ligger 186 meter över havet och antalet invånare är 444.
Terrängen runt Luppitt är platt åt nordost, men åt sydväst är den kuperad. Runt Luppitt är det ganska tätbefolkat, med 160 invånare per kvadratkilometer. Närmaste större samhälle är Taunton, 18,8 km norr om Luppitt. Trakten runt Luppitt består i huvudsak av gräsmarker.